# Гладки китове
Гладките или обикновени китове (Balaenidae) (употребява се и същински китове) са семейство едри Китоподобни от подразред Беззъби (баленови) китове. Възрастните екземпляри достигат на дължина около 15 - 17 m и тегло 50 - 80 тона. За разлика от Ивичестите китове отдолу са гладки, без надлъжни гънки. Имат скъсено и закръглено тяло с голяма глава. Нямат гръбен плавник, а гръдните им плавници са къси, широки и закръглени. Балените им са много дълги и затова горната челюст е дъговидно извита и много по-малка от долната.
Хранят се основно с планктон (копеподи), който загребват в близост до повърхността и прецеждат с балените си от водата. След това с език остъргват планктона останал по балените им. Някои видове поглъщат и големи количества крил.
Гладките китове мигрират през зимата в по-топли води, където се размножават и женските раждат своите малки след около 10 – 11 месечна бременност. Раждат само по едно малко, обикновено през три години.

## Класификация
- разред Cetacea – Китоподобни
  - подразред Mysticeti – Беззъби (баленови) китове
    - семейство Balaenidae – Гладки китове
      - род Eubalaena
        - Eubalaena glacialis – Бискайски кит, северо-атлантически гладък кит, същински леден кит, атлантически южен кит[1]
        - Eubalaena japonica – Японски кит, северо-тихоокеански гладък кит
        - Eubalaena australis – Южен кит, южен гладък кит

      - род Balaena
        - Balaena mysticetus – Гренландски кит